# Torjus Børsheim
Torjus Børsheim, född 28 augusti 1988, är en norsk längdskidåkare som tävlar för Ulvik IL.

## Karriär
Børsheim blev fyra i norska mästerskapen i klassisk sprint 2007, och tvåa på norska U23-mästerskapen i sprint 2009. Han åkte även en världscupsprint i Trondheim 2009, men tog sig inte vidare från kvalet.
Børsheim körde sitt första Vasalopp 2011 och ledde loppet länge, innan han blev infångad av klungan en bit efter Risberg. Innan dess hade han en ledning på över två och en halv minut, samt tog tre spurtpriser. Väl i mål hade han tappat mycket, och slutade på 68:e plats.